# OpenGL Shading Language
OpenGL Shading Language (GLSL) är ett programmeringsspråk som är baserat på programmeringsspråket  C. GLSL används främst för modern grafisk programmering i OpenGL. 

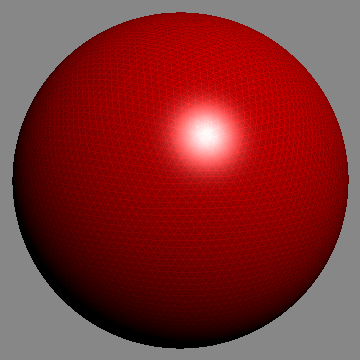
Ett exempel på en av de vanligaste användningarna för GLSL där en sfär färgas baserad på diffust och spekulärt ljus

## Bakgrund
GLSL introducerades först som ett tillägg för OpenGL 1.4, men blev sedan en central del av OpenGL 2.0 som släpptes 2004.

## Syntax i GLSL
En shader skriven i GLSL kan vara en av flera olika typer, där de vanligaste är en vertex shader eller en fragment shader. 

## Vertex shader
En vertex shader är en shader som körs en gång per vertex.
Användningen för en vertex shader är oftast att ändra position, färg, eller annan information för en viss vertex.

## Fragment (pixel) shader
En fragment shader är en shader som körs en gång per pixel. 
Användningsområdet för fragment shaders är stort, men några av de vanligare användningarna för en fragment shader är att använda olika matematiska funktioner för att ge pixeln en viss färg baserat på sin omgivning. Det är även möjligt att använda en pixel shader för mer komplicerade effekter, som strålföljning (Raytracing)